# Sho Kotani
Sho Kotani（ショー・コタニ、1989年9月26日 - ） は、日本のドラマー、シンガーソングライター。東京都墨田区出身。

## 来歴
2011年にバンド「LILY」よりシングル「Break Your Promise」を自主リリース。
2012年頃より新たにバンド「XY'」の結成や、Ryo Fujimuraらと共にバンド「Rights in Corrosion」「REGEN」を立ち上げるなど、複数のバンド、プロジェクトに携わりながら活動。
2015年、新たにヴィジュアル系バンド「Embrace」にドラマーとして加入。いくつかのデモトラックやシングルを配信、アルバム「Seven Deadly Sins」などをリリース。イベント出演、ワンマンライブ開催、YouTubeコンテンツの制作など精力的に活動を続けるが、2018年3月のライブをもって無期限活動休止。
2020年、ソロアーティストとしてシングル「Gothic Star」を配信限定でリリース。ベルギーの音楽プロダクション「HIGHFeeL」発の新型コロナウイルス感染へのチャリティーを目的としたコンピレーション・アルバムに、楽曲「Dear Diary」を提供。直後、コロナ禍による世界的影響が長期化したことから、その後の活動予定のキャンセルが本人のSNSなどから発表され、2021年以降、具体的なアーティストとしての活動はない。

## 人物
- プロ野球「読売ジャイアンツ」のファン。